# Verrucella corona
Verrucella corona is een zachte koraalsoort uit de familie Ellisellidae. De koraalsoort komt uit het geslacht Verrucella. Verrucella corona werd in 1999 voor het eerst wetenschappelijk beschreven door Grasshoff. 